# Z-skala

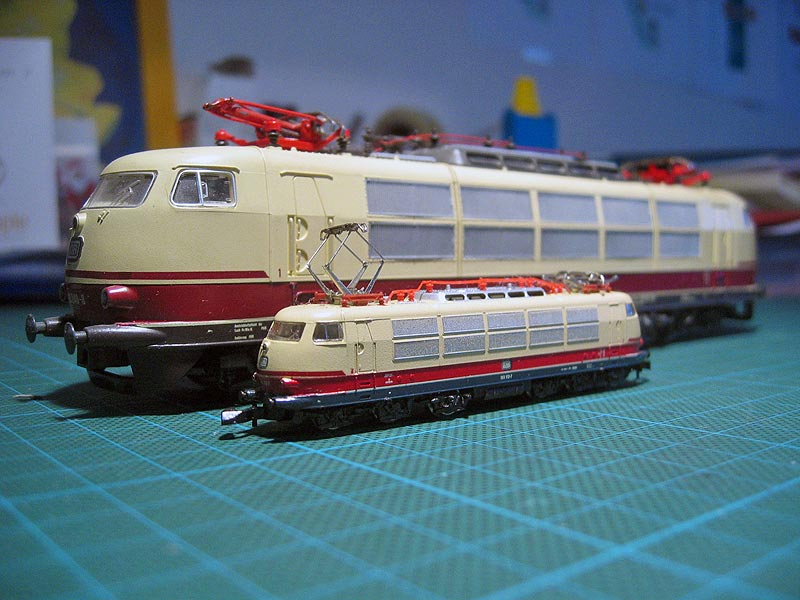
Modeller av Deutsche Bundesbahns lok BR 103. I bakgrunden syns ett lok i skala H0, i förgrunden ett i skala Z.

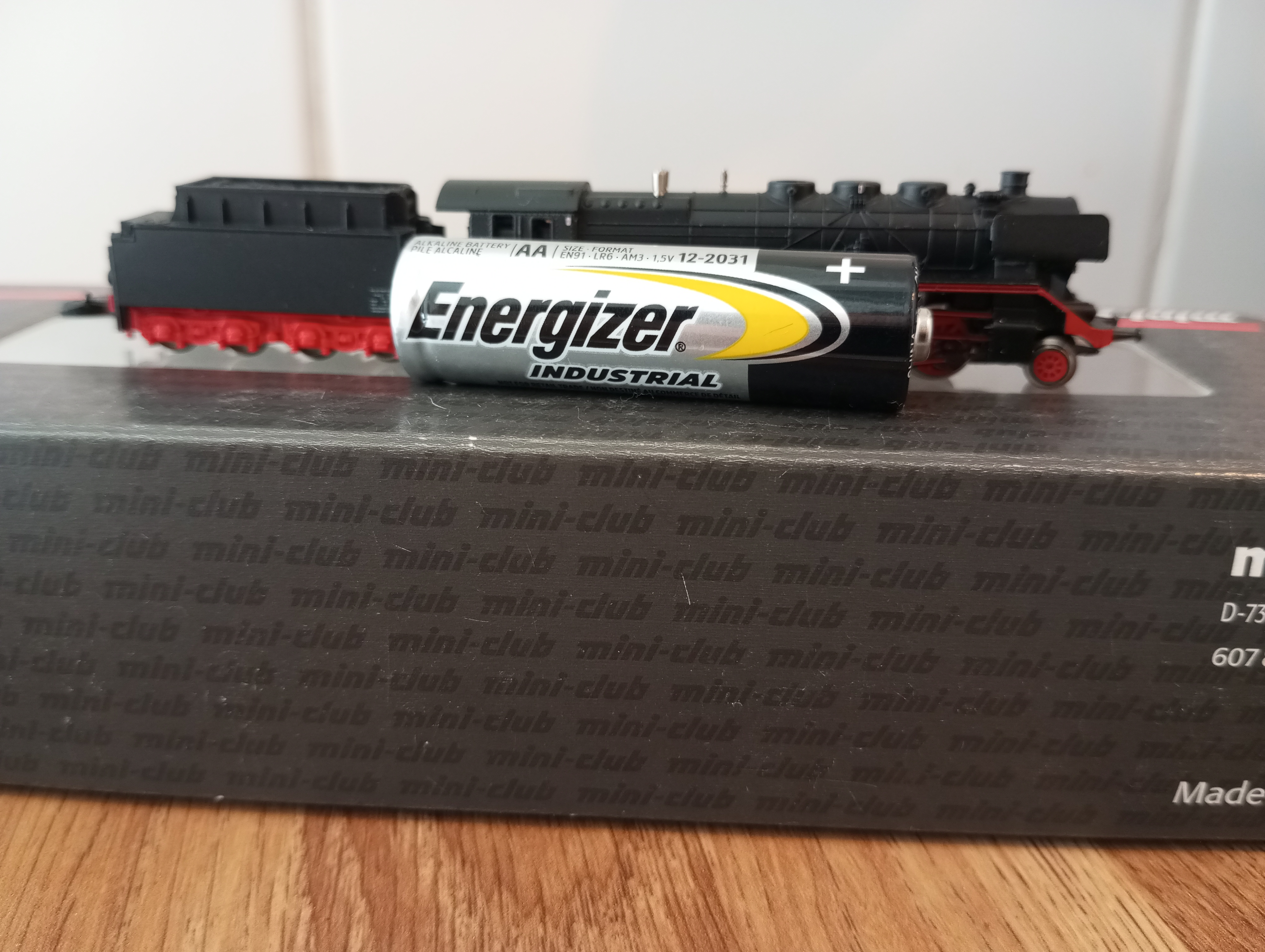
Märklin Z-lok med AA-batteri i jämförelse.

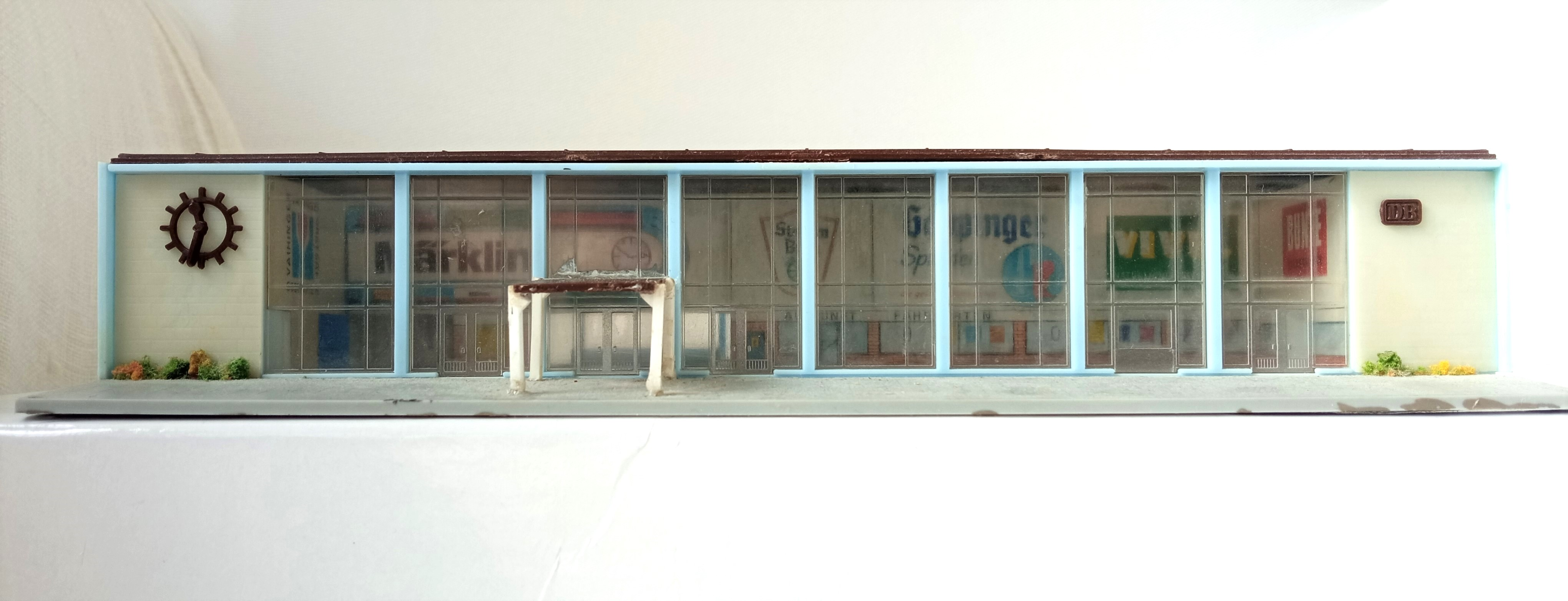
Modell av stationshuset i Göppingen i skala 1:220.

Z-skalan (1:220) är en av de minsta kommersiellt tillverkade modelljärnvägsskalorna, med en spårvidd på 6,5 mm. Den tyska tillverkaren Märklin introducerade Z-skalan 1972 istället för att börja konkurrera med andra tillverkares satsningar på den större och redan etablerade N-skalan. Eftersom Z var en helt ny skala så fanns inga tillverkare av tillbehör, därför började Märklin ge ut egna husbyggsatser, bland annat en modell av stationshuset i Göppingen. I den här lilla skalan går det att bygga fullt fungerande anläggningar i så små utrymmen som till exempel resväskor eller skrivbordslådor.Z var den minsta serietillverkade modelljärnvägen fram till 2007, då den ännu mindre T-skalan lanserades på marknaden.
Loken är små, ömtåliga och känsliga för damm, vilket hindrar strömupptagningen mellan skenan och hjulen. På grund av den lilla storleken på Z-skalan och i synnerhet lokens låga vikt (en motor i ett Z-lok kan väga så lite som 20 gram), kan det vara utmanande att säkerställa tillförlitlig drift. I synnerhet måste banan hållas ren, eftersom små partiklar av damm, smuts eller korrosion lätt kan stoppa loken. För att uppnå problemfri drift behövs noggrant och professionellt underhåll. Modelljärnvägar i z-skalan körs på tvåräls likström, driftspänningen är vanligtvis 10 volt. 

## Tillverkare
Marknaden domineras av Märklin, men några andra mindre tillverkare som amerikanska Micro-Trains Line och American Z Lines samt japanska Real ZJ och Pro-Z finns också.